# Calitzdorp
Calitzdorp ist eine Stadt in der Lokalgemeinde Kannaland, im Distrikt Garden Route der südafrikanischen Provinz Westkap. Sie liegt 45 Kilometer östlich von Ladismith und 55 Kilometer westlich von Oudtshoorn an der Route 62. Sie hat 4284 Einwohner (Stand: 2011).

## Geschichte
Der Ursprung von Calitzdorp lag auf dem Gebiet der ehemaligen Farm Buffelsvlei, die der Familie des Frederik Calitz (als Namensgeber) gehörte. Im Jahr 1821 wurde die Siedlung durch die Niederländisch-reformierte Kirche, die im Jahr 1911 das Stadtrecht erlangte. 1845 begann man mit dem Bau des Gemeindehauses.
1924 erfolgte die Anbindung an die Eisenbahn, 1937 die Elektrifizierung sowie der Bau einer befestigten Straße nach Oudtshoorn.
Ende der 1990er Jahre wurde der Ort in Europa durch einen Rechtsstreit mit der EU bekannt. Der Grund war die Bezeichnung des dort erzeugten Südweins als Portwein. Als Übergangsregelung durfte bis 2011 auf dem südafrikanischen Inlandsmarkt der Begriff Portwein verwendet werden.

## Wirtschaft
Um Calitzdorp gibt es mehrere Weingüter. Das jährliche Calitzdorp Winter Festival ist ein Weinfest.

## Sehenswürdigkeiten
- 25 Kilometer entfernte Mineralquellen machten Calitzdorp um 1900 zu einem Touristenort.
- Hennie Cloete Nature Garden / Hennie Cloete Veldtuin
- Gamkaberg Nature Reserve